# Goltoft
Goltoft è una frazione del comune Brodersby-Goltoft nello Schleswig-Holstein, in Germania.
Già comune autonomo, a partire dal marzo 2018 è stato inglobato nel comune di Brodersby che con l'occasione ha cambiato il nome in Brodersby-Goltoft.